# 韩征和
韩征和（1948年9月—）出生 ，清华大学教授、应用超导研究中心主任，主要研究领域为高温超导材料及其应用。北京英纳超导技术有限公司董事长。中华人民共和国教育部第二批“长江学者”特聘教授。承担包括“863”计划在内的多个重点学术科研项目、获得多个奖项、曾在瑞典、丹麦多个研究机构工作。
1982年获清华大学学士学位，1985年获钢铁研究总院硕士学位，1996年在丹麦哥本哈根大学奥斯特学院获博士学位。